# Ungerns Grand Prix 1998
Ungerns Grand Prix 1998 var det tolfte av 16 lopp ingående i formel 1-VM 1998.

## Rapport
I Ungern 1998 gjorde Michael Schumacher sitt bästa lopp någonsin. Han låg bakom Mika Häkkinen och David Coulthard och kunde absolut inte passera dem. Ferraris strateg Ross Brawn valde då att satsa på tre depåstopp mot McLarens två, vilket lyckades. Häkkinen fick problem med bilen och Coulthard tappade 25 sekunder på 20 varv till Michael Schumacher, som vann loppet. Häkkinen ledde fortfarande sammanlagt, men nu bara sju poäng före den formstarke Michael Schumacher.

## Resultat
1. Michael Schumacher, Ferrari, 10 poäng
2. David Coulthard, McLaren-Mercedes, 6
3. Jacques Villeneuve, Williams-Mecachrome, 4
4. Damon Hill, Jordan-Mugen Honda, 3
5. Heinz-Harald Frentzen, Williams-Mecachrome, 2
6. Mika Häkkinen, McLaren-Mercedes, 1
7. Jean Alesi, Sauber-Petronas
8. Giancarlo Fisichella, Benetton-Playlife
9. Ralf Schumacher, Jordan-Mugen Honda
10. Johnny Herbert, Sauber-Petronas
11. Pedro Diniz, Arrows
12. Olivier Panis, Prost-Peugeot
13. Jos Verstappen, Stewart-Ford
14. Toranosuke Takagi, Tyrrell-Ford
15. Shinji Nakano, Minardi-Ford

### Förare som bröt loppet
- Alexander Wurz, Benetton-Playlife (varv 69, växellåda)
- Rubens Barrichello, Stewart-Ford (54, växellåda)
- Jarno Trulli, Prost-Peugeot (28, motor)
- Mika Salo, Arrows (18, växellåda)
- Eddie Irvine, Ferrari (13, växellåda)
- Esteban Tuero, Minardi-Ford (13, motor)

### Förare som ej kvalificerade sig
- Ricardo Rosset, Tyrrell-Ford

## VM-ställning
| Förarmästerskapet 1. Mika Häkkinen, McLaren-Mercedes, 77 2. Michael Schumacher, Ferrari, 70 3. David Coulthard, McLaren-Mercedes, 48 | Konstruktörsmästerskapet 1. McLaren-Mercedes, 125 2. Ferrari, 102 3. Benetton-Playlife, 32 |